# آنتونی چین
آنتونی چین (انگلیسی: Anthony Chinn؛ زادهٔ ۱۹۳۰ – ۲۲ اکتبر ۲۰۰۰) بازیگر بود. وی بین سال‌های ۱۹۵۷ تا ۲۰۰۰ میلادی فعالیت می‌کرد.
از فیلم‌هایی که وی در آن نقش داشته‌است، می‌توان به بی‌گناهان وحشی، آدم‌برفی نفرت‌انگیز، کنتسی از هنگ کنگ، رئیس، حادثه یانگ‌تسه، دکتر نو، گلدفینگر، فقط دو بار زندگی می‌کنید، میهائیل، سگ سیرک، نمایی به یک قتل، انتقام پلنگ صورتی، رولربال، پلنگ صورتی دوباره ضربه می‌زند، مهاجمان صندوق گمشده و عنصر پنجم اشاره کرد.